# Joe Bash
Joe Bash est une série télévisée américaine de comédie dramatique en six épisodes de 30 minutes, diffusés entre le 28 mars et le 10 mai 1986 sur ABC.

## Fiche technique
Sauf indication contraire, les informations mentionnées dans cette section peuvent être confirmées par la base de données cinématographiques IMDb,  présente dans la section « Liens externes ».
- Titre original : Joe Bash
- Réalisation : Danny Arnold et John Florea
- Scénario : Danny Arnold, Chris Hayward et Phillip Jayson Lasker
- Casting : David Tochterman
- Montage :
- Décors :
- Costumes : Barbara Murphy
- Photographie : Mike Berlin et Ron Miller
- Production :
  - Producteur délégué : Danny Arnold et Chris Hayward
  - Producteur associé : Martin J. Gold
- Sociétés de production : Tetragram
- Société de distribution : Sony Pictures Television
- Chaîne d'origine : ABC
- Pays d'origine :  États-Unis
- Langue originale : anglais
- Genre : Comédie dramatique
- Durée : 30 minutes

## Distribution

### Acteurs principaux
- Peter Boyle : Joe Bash
- Andrew Rubin : Willie Smith

### Acteurs récurrents et invités
- DeLane Matthews : Lorna
- Larry Hankin : Stu
- Robert Trebor
- Jack Bernardi
- Val Bisoglio : Sergent Carmine Di Calvo
- Pat Corley : Ernest Janowitz
- Jack Gilford : Feinbaum
- Joseph Mascolo : Charlie
- LaWanda Page
- Reni Santoni : Carlos

## Épisodes
1. Pilot
2. Cash
3. Feinbaum
4. Janowitz
5. Joe's First Partner
6. Romance